# Borstbeeld van koningin Wilhelmina (Paramaribo)
Het borstbeeld van koningin Wilhelmina te Paramaribo werd op 17 april 1909 onthuld in leprozerie Gerardus Majella aan de Sommelsdijkse Kreek. Na sluiting van deze melaatsenopvang in 1964 verdween het borstbeeld in een depot van het Surinaams Museum aan de Commewijnestraat.

## Totstandkoming
In november 1908 bezocht gouverneur Dirk Fock de leprozerie, in gezelschap van zijn vrouw. Pater Eijsink leidde hen rond en stelde het echtpaar voor aan de melaatsen. Naar verluidt vroeg mevrouw Fock aan de bewoners waarmee koningin Wilhelmina hen  een plezier zou kunnen doen. Daarop antwoorddde 'een der kleinen namens allen' dat ze graag een buste van de koningin wilden hebben om tussen de bloembedden te plaatsen. Hierna ontvingen de bewoners een tractatie.
Het koningshuis gaf de opdracht tot vervaardiging aan het atelier erfgenamen Grisanti aan de Kalverstraat in Amsterdam. Er is twee maanden aan het beeld gewerkt. Aan de voet van het borstbeeld werd de volgende tekst aangebracht:
Geschenk van H.M. Koningin Wilhelmina den 17n april namens H.M. aangeboden door weledelgeboren vrouwe D. Fock-Doffegnies